# Segunda División de Chile 1955
Segunda División de Chile 1955 var 1955 års säsong av den nationella näst högsta divisionen för fotboll i Chile, som vanns av O'Higgins Braden och gick således upp i Primera División (den högsta divisionen).

## Tabell
|  |    | Lag                | Poäng | M  | V  | O | F  | GM | IM | MSK |
|  | -- | ------------------ | ----- | -- | -- | - | -- | -- | -- | --- |
|  | 1. | San Luis           | 32    | 21 | 13 | 6 | 2  | 39 | 13 | +26 |
|  | 2. | Unión La Calera    | 31    | 21 | 12 | 7 | 2  | 48 | 22 | +26 |
|  | 3. | Trasandino         | 23    | 21 | 10 | 3 | 8  | 40 | 35 | +5  |
|  | 4. | Iberia             | 22    | 21 | 9  | 4 | 8  | 43 | 32 | +11 |
|  | 5. | UTE                | 21    | 21 | 8  | 5 | 8  | 26 | 24 | +2  |
|  | 6. | Alianza            | 21    | 21 | 8  | 5 | 8  | 35 | 37 | -2  |
|  | 7. | Maestranza Central | 14    | 21 | 5  | 4 | 12 | 34 | 41 | -7  |
|  | 8. | Santiago National  | 4     | 21 | 1  | 2 | 18 | 26 | 87 | -61 |

|  | Uppflyttade till Primera División. |
|  | Nedflyttade.                       |